# Otello Martelli
Otello Martelli (* 19. Mai 1902 in Rom; † 20. Februar 2000 ebenda) war ein italienischer Kameramann und Filmproduzent.

## Leben
Otello Martelli kam schon in sehr jungen Jahren zum Film und war nach kurzer Zeit als Chefkameramann tätig. Etlichen Stummfilm-Melodramen folgte eine Periode mit Wochenschau- und Dokumentarfilmarbeiten. Ab 1934 widmete er sich wieder dem Unterhaltungsfilm. Nach dem Ende der Mussolini-Ära und des Zweiten Weltkriegs war Martelli maßgeblich an der Entwicklung des italienischen Filmschaffens beteiligt. In der Zusammenarbeit mit den Regisseuren Giuseppe De Santis und Federico Fellini gestaltete er die Fotografie zu internationalen Erfolgen wie Bitterer Reis und La Strada. Nach dem Ende seiner Tätigkeit hinter der Kamera leitete Martelli noch bis ins hohe Alter eine Filmproduktionsfirma.

## Filmografie (Auswahl)
- 1937: Komtess von Parma (Contessa di Parma)
- 1937: Hände weg! (Fermo con le mani!)
- 1939: Gefährliche Frauen (Io, suo padre)
- 1946: Paisà
- 1948: Amore
- 1948: Tragische Jagd (Caccia tragica)
- 1949: Bitterer Reis (Riso amaro)
- 1949: Graf Cagliostro (Black Magic)
- 1950: Franziskus, der Gaukler Gottes (Francesco, giullare di Dio)
- 1950: Stromboli (Stromboli, terra di dio)
- 1950: Lichter des Varieté (Luci del varietà)
- 1951: Anna
- 1952: Es geschah Punkt 11 (Roma ore undici)
- 1953: Die Müßiggänger (I vitelloni)
- 1953: Fluch der Schönheit (Un marito per Anna Zaccheo)
- 1953: Wir Frauen (Siamo donne) (zwei Episoden)
- 1954: Die Frau vom Fluß (La donna del fiume)
- 1954: Tage der Liebe (Giorni d‘amore)
- 1954: La Strada – Das Lied der Straße (La strada)
- 1955: Die Schwindler (Il Bidone)
- 1955: Wie herrlich, eine Frau zu sein (La fortuna di essere donna)
- 1957: Gwendalina (Guendalina)
- 1957: Heiße Küste (La diga sul pacifico)
- 1958: Wo der heiße Wind weht (La loi)
- 1959: Das süße Leben (La dolce vita)
- 1961: Mädchen im Schaufenster (La ragazza in vetrina)
- 1961: Boccaccio 70
- 1962: Die Rote
- 1964: Cyrano und d’Artagnan (Cyrano et d'Artagnan)
- 1964: Drei Gesichter einer Frau (I tre volti)
- 1967: Drei Pistolen gegen Cesare (Tre pistole contro Cesare)